# Sint-Michielsgestel
Sint-Michielsgestel es un municipio de la provincia de Brabante Septentrional en los Países Bajos, perteneciente a la histórica bailía de Bolduque. El 30 de abril de 2017 contaba con una población de 28.619 habitantes, sobre una superficie de 64,40 km²,  de los que 0,35 km² corresponden a la superficie ocupada por el agua, lo que supone una densidad de 490 h/km². 
En su composición actual el municipio se creó en 1996 por la fusión de Sint-Michielsgestel, Den Dungen y Berlicum más Gemonde, núcleo de población constituido por cuatro aldeas anteriormente repartidas entre los municipios limítrofes.

## Galería de imágenes

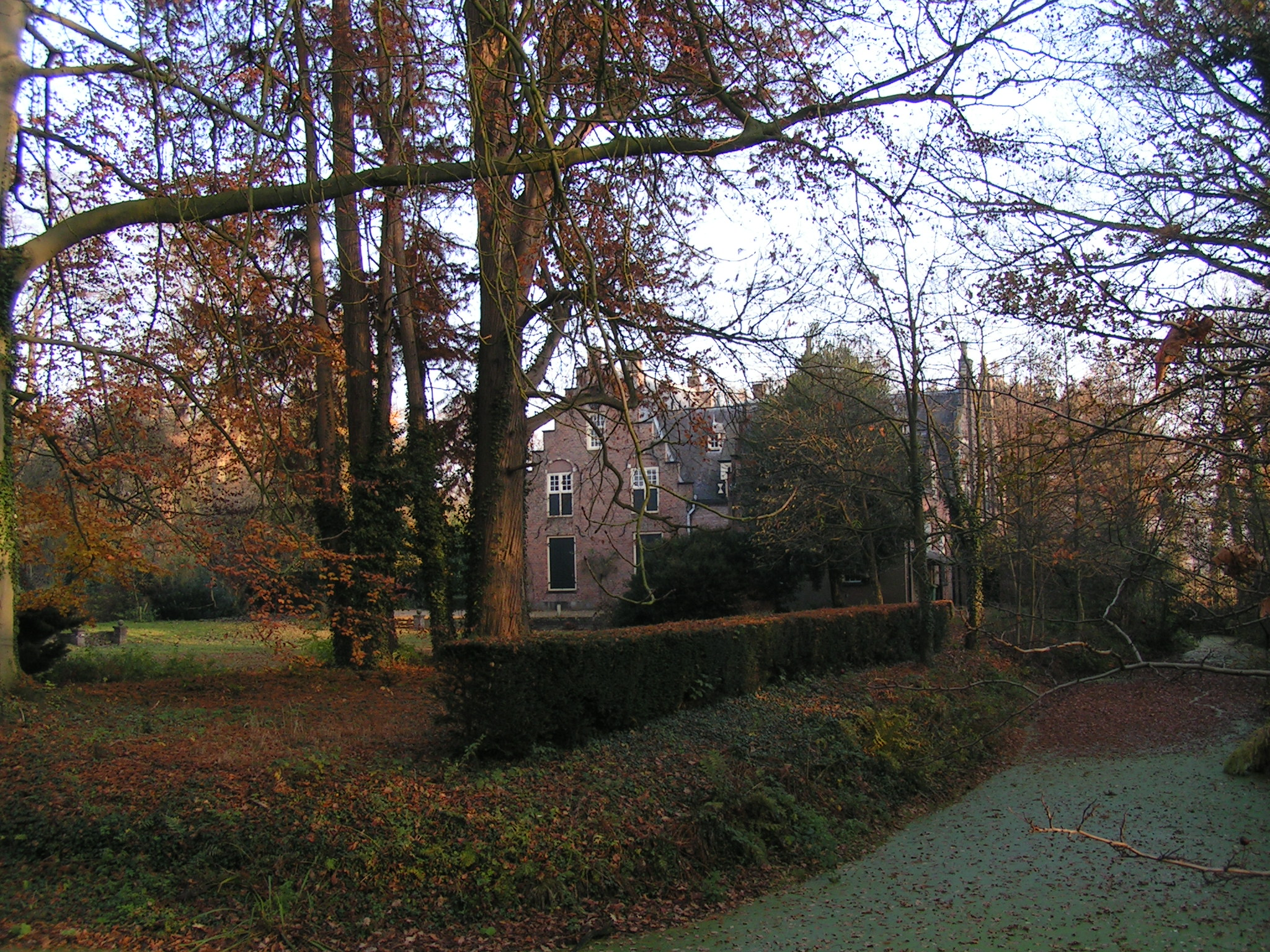
Berlicum: finca Wamberg, en torno a un castillo o casa de campo del siglo XIV
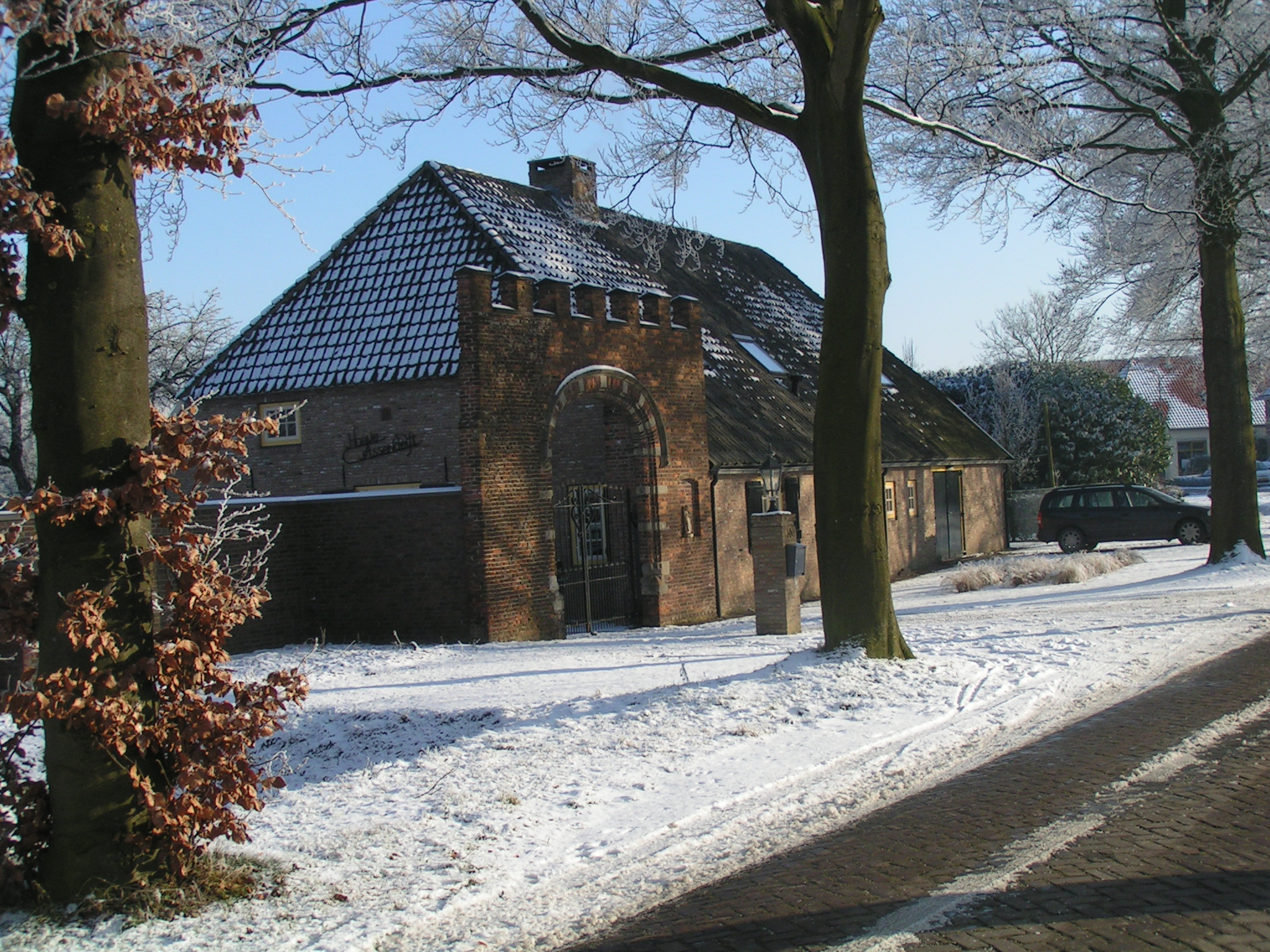
Puerta de entrada y granja del primitivo castillo de Assendeft en Middelrode
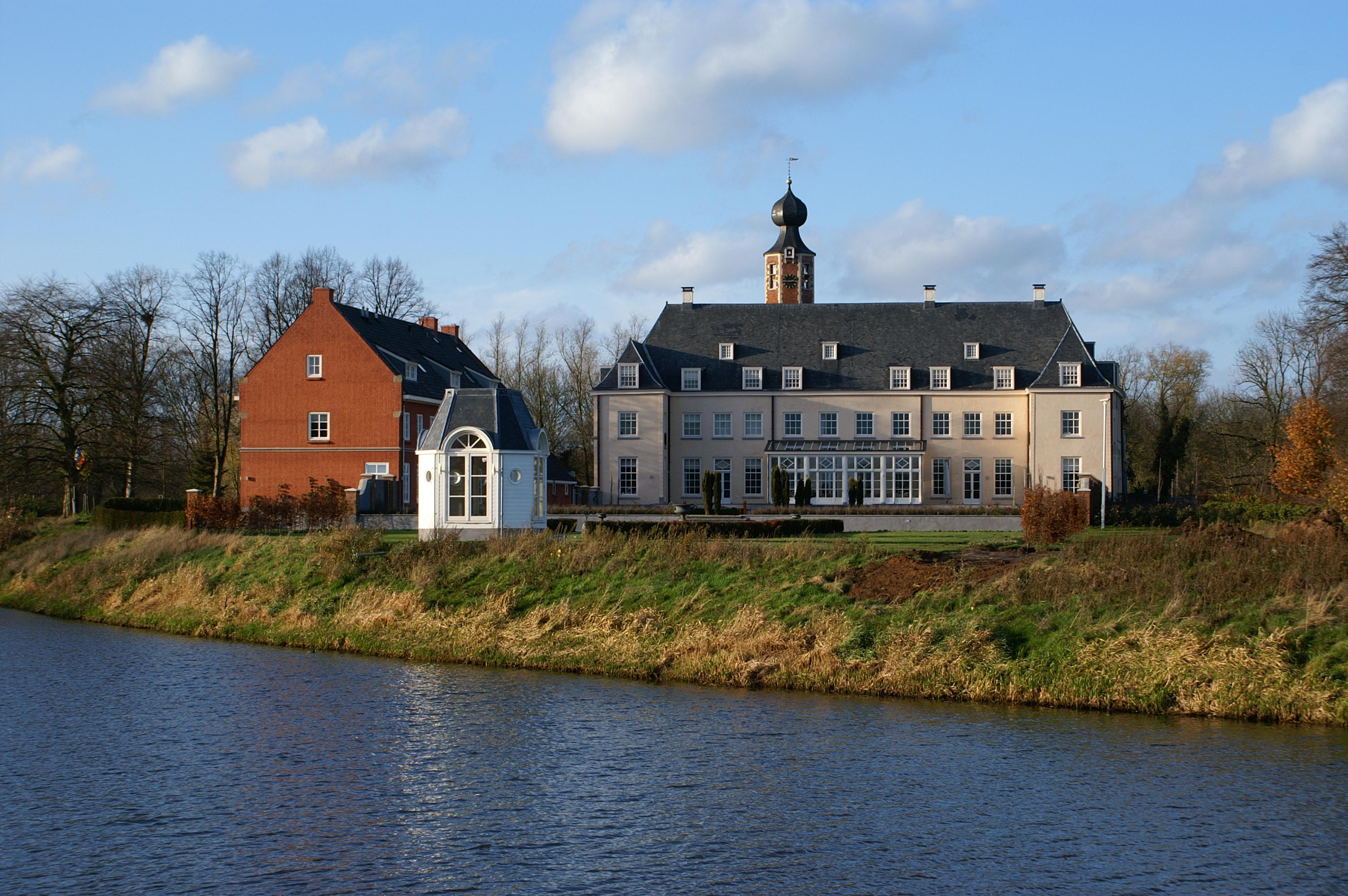
Castillo Nieuw Herlaer (Sint-Michielsgestel), finca y casa señorial con elementos del siglo XV.
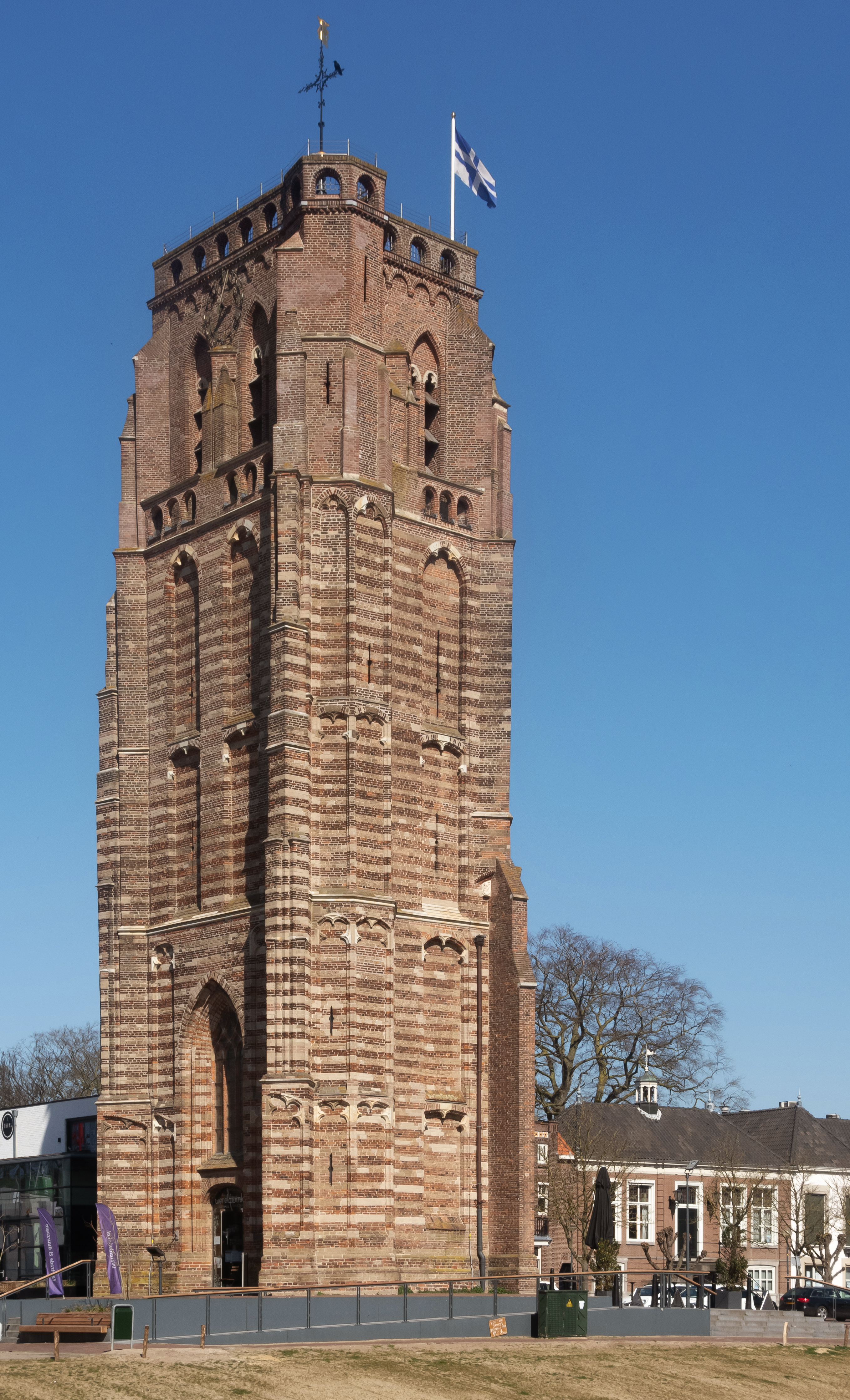
Sint-Michielsgestel, la Torre.
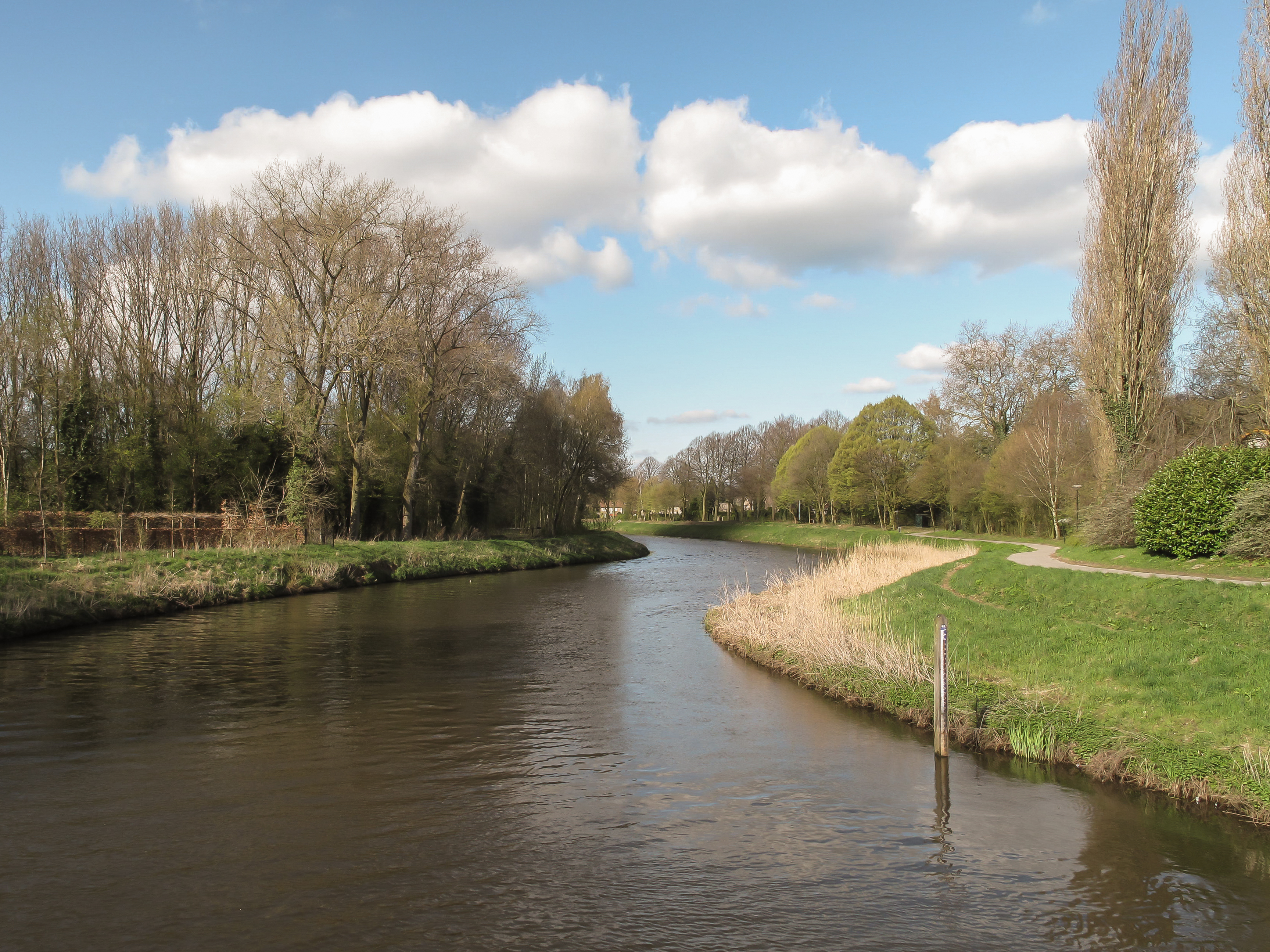
Sint Michielsgestel, rio: el Dommel